# フランク・ジョーブ
フランク・ジョーブ（Frank Jobe , 1925年7月16日 - 2014年3月6日）は、アメリカの整形外科医。

## 人物
ノースカロライナ州出身。1964年からMLB・ロサンゼルス・ドジャースの医療コンサルタントを務めていた。
1974年、利き手の左腕靭帯を損傷していたトミー・ジョンに対して腱を自家移植する世界初と言える試みの手術を実施。ジョンの手術以降、同様に肩や肘を故障していた数多くのプロ野球選手に対して同様の手術を行い、多くの選手が故障から復帰した。アメリカ合衆国を始めとして、この手術を「トミー・ジョン手術」と呼んでいる。
NPBのプロ野球選手では、村田兆治、荒木大輔、桑田真澄、近藤真一、松坂大輔、ダルビッシュ有、大谷翔平、藤川球児、和田毅、五十嵐亮太らが同様の手術を受けた。また手術は受けなかったが、1989年に右肩を痛めた立浪和義も診察を受けた。またトミー・ジョン手術ではないが、1988年7月6日に試合中に左膝の靭帯を3本断裂するという大怪我を負った吉村禎章もジョーブの執刀を受けている。その際、ジョーブは「野球選手でこんな大けがは見たことがない」と語ったという。
2014年3月6日、カリフォルニア州サンタモニカにて死去。88歳没。

## その他
日本ではスポーツ医学の名医ということで知名度があり、彼の名をもじったダイジョーブ博士という名の人物が次の諸作品に登場する。
- 漫画『THE MOMOTAROH』にチョイ役で出てくるダイ・ヂョーブ博士
- ゲーム『実況パワフルプロ野球』のサクセスモード[4]
- 特撮テレビドラマ『美少女仮面ポワトリン』